# Největší Čech
Největší Čech byla anketa pořádaná Českou televizí v roce 2005, v níž se v sérii televizních pořadů volila „největší osobnost naší historie i současnosti“, definovaná jako „kdokoliv, kdo se narodil, žil nebo působil na území Čech, Moravy a Slezska, a kdo se zasloužil o společenství žijící na tomto území a významně ovlivnil jeho život“. Anketu ČT licencovala od televize BBC podle jejího pořadu Největší Britové (Greatest Britons) z roku 2002. Televizní pořady uváděl Marek Eben (který by se jinak rovněž umístil v první stovce, ale podle pravidel z ní byl vyřazen bez uvedení přesného místa).
V Česku se bezprecedentně objevilo velké množství hlasů pro nikdy neexistujícího českého génia Járu Cimrmana; dokonce je možné, že Cimrman mezi nominovanými vedl. Po konzultaci s BBC však Česká televize účast fiktivní postavy zakázala (a data o počtu hlasů nezveřejnila). Tím vyvolala mezi částí veřejnosti odpor; objevila se dokonce internetová petice požadující povolení Cimrmanovy účasti v soutěži. Za zmínku rozhodně stojí, že v britské anketě se do první stovky dostal král Artuš, jenž je současnou vědou považován za ryze fiktivní postavu.
Anketa Největší Čech se stala také cílem recesistů, když se na 134. místě umístil známý brněnský recesista Václav Linkov.

## Pořadí

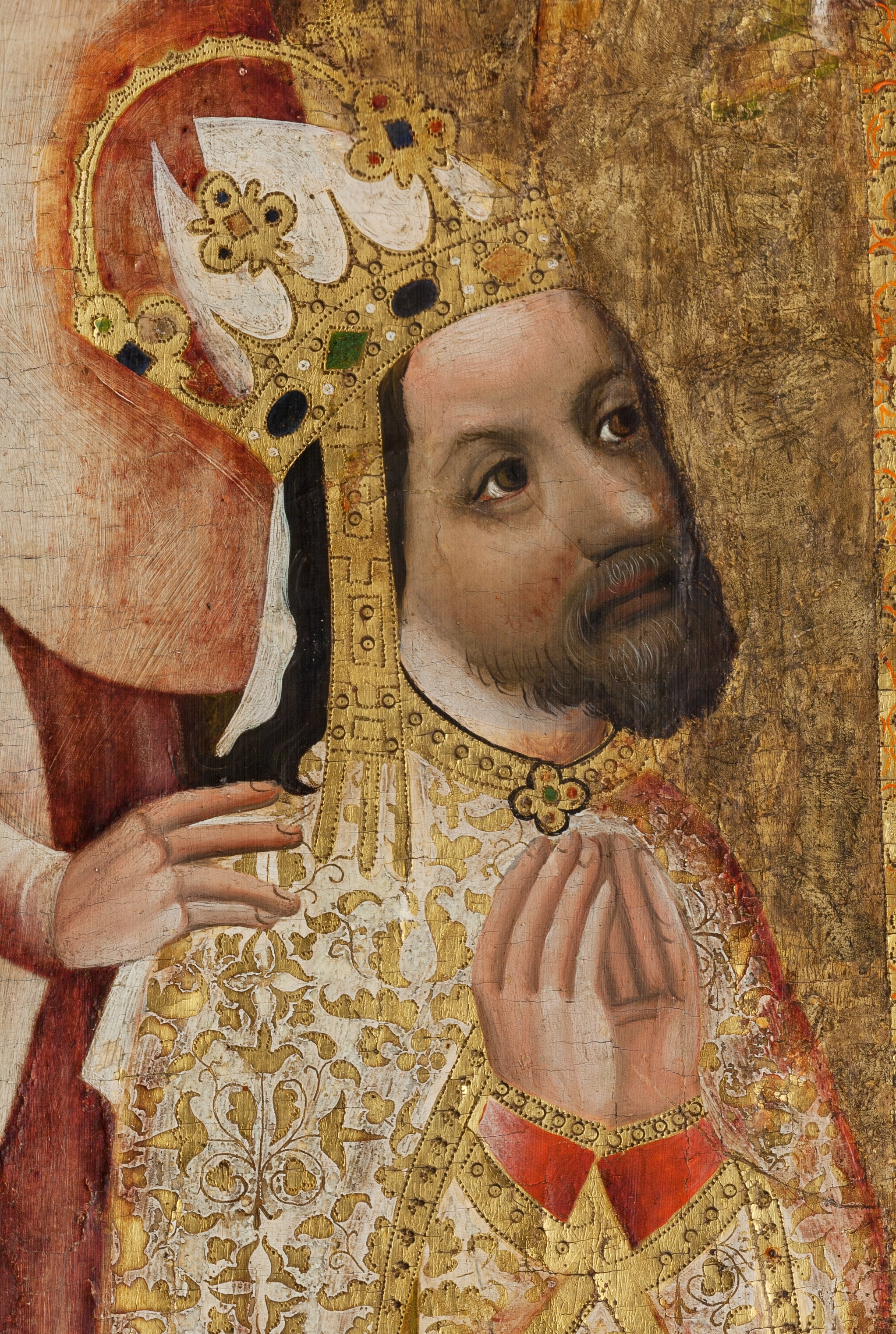
Karel IV.

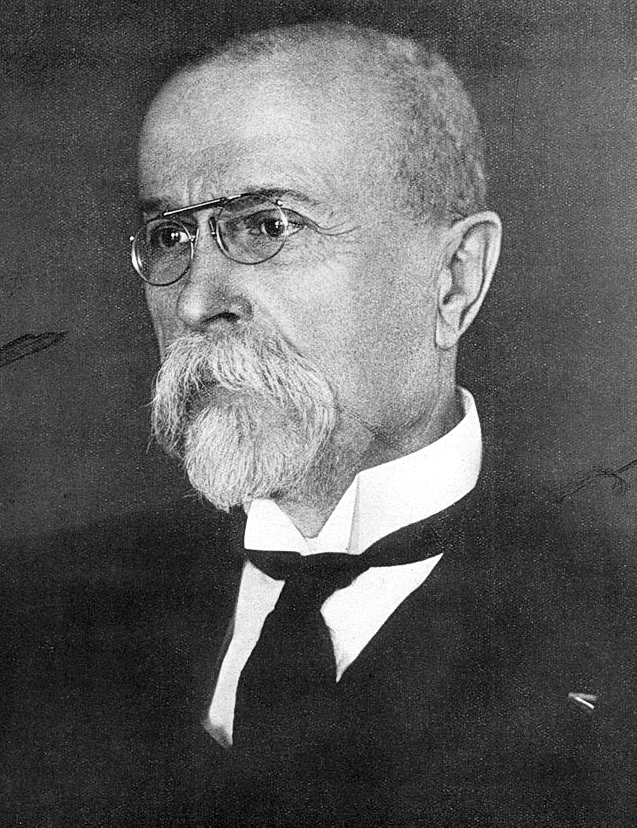
Tomáš Garrigue Masaryk

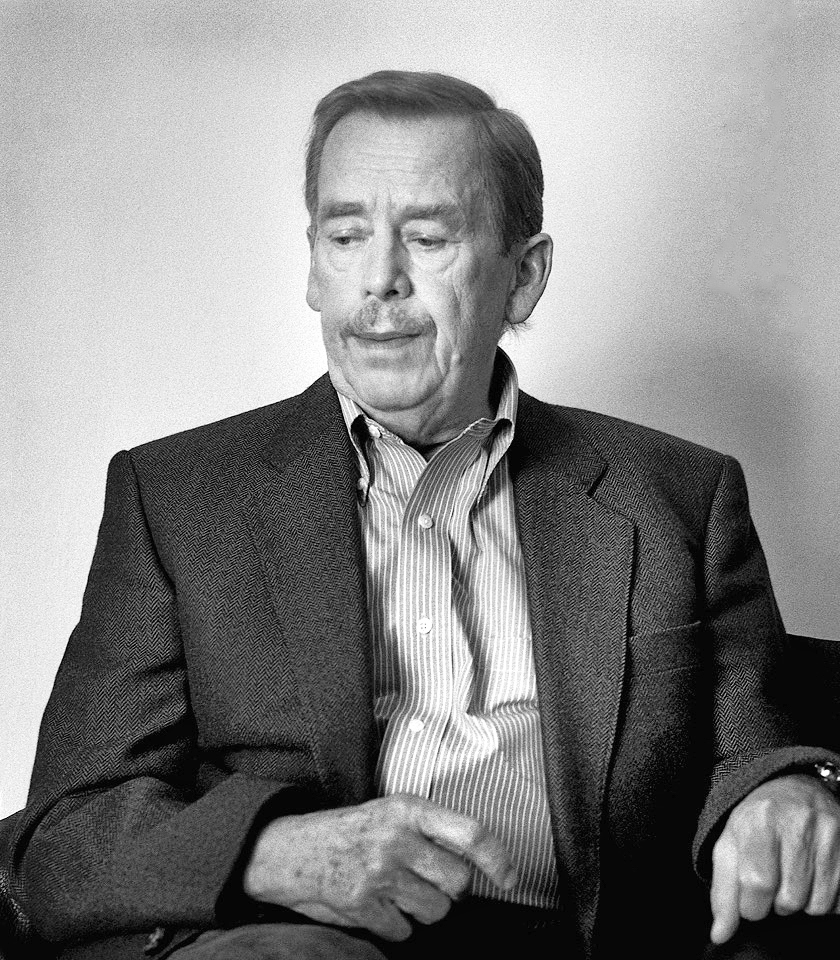
Václav Havel

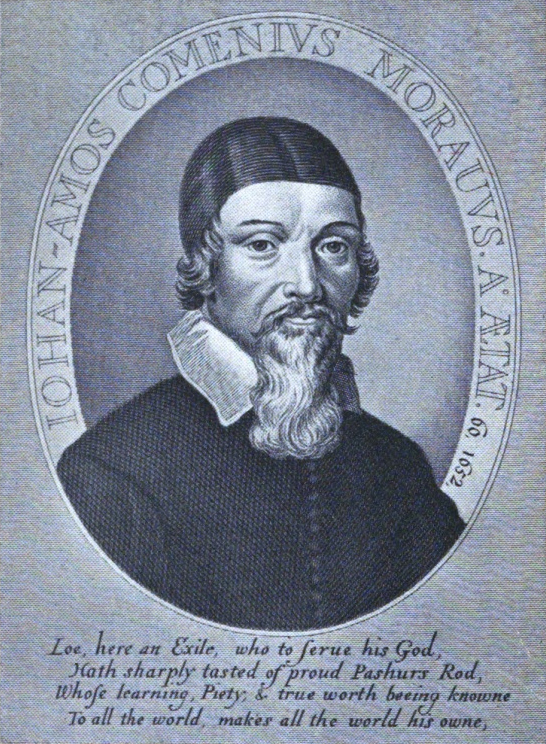
Jan Amos Komenský

1. Karel IV. – 68 713 hlasů, (1316–1378), císař Svaté říše římské, český král
2. Tomáš Garrigue Masaryk – 55 040 hlasů, (1850–1937), československý prezident, politik, filozof a sociolog
3. Václav Havel – 52 233 hlasů, (1936–2011), český a československý prezident, spisovatel, dramatik, obhájce lidských práv, politik
4. Jan Amos Komenský – 23 583 hlasů, (1592–1670), pedagog, filozof, spisovatel
5. Jan Žižka – 13 815 hlasů, (1360–1424), vojevůdce
6. Jan Werich – 11 140 hlasů, (1905–1980), herec, dramatik, spisovatel
7. Jan Hus – 10 487 hlasů, (1370–1415), kněz, pedagog, náboženský reformátor
8. Antonín Dvořák – 8 517 hlasů, (1841–1904), hudební skladatel
9. Karel Čapek – 6 640 hlasů, (1890–1938), spisovatel, novinář, dramatik
10. Božena Němcová – 6 470 hlasů, (1820–1862), spisovatelka
11. Bedřich Smetana, (1824–1884), hudební skladatel
12. Emil Zátopek, (1922–2000), atlet, olympijský vítěz
13. Karel Gott, (1939–2019), zpěvák
14. Jiří z Poděbrad, (1420–1471), český král, politik
15. František Palacký, (1798–1876), historik, politik, spisovatel
16. Přemysl Otakar II., (1233–1278), český král, vojevůdce
17. Svatý Václav, (907–935), český kníže, světec
18. Václav Klaus, (1941–), český prezident, politik, ekonom
19. Jaroslav Heyrovský (1890–1967), chemik, nositel Nobelovy ceny
20. Svatá Anežka, (1211–1282), řeholnice, světice
21. Tomáš Baťa, (1876–1932), podnikatel, politik
22. Edvard Beneš, (1884–1948), československý prezident, politik, diplomat, sociolog
23. Otto Wichterle, (1913–1998), vědec, vynálezce
24. Jaroslav Seifert, (1901–1986), básník, spisovatel, nositel Nobelovy ceny
25. Zdeněk Svěrák (1936–), dramatik, herec, spisovatel
26. Ema Destinnová, (1878–1930), operní pěvkyně
27. Jaromír Jágr, (1972–), hokejista
28. Marie Terezie, (1717–1780), česká královna
29. Karel Kryl, (1944–1994), písničkář, básník
30. Miloš Forman, (1932–2018), režisér, držitel dvou Oskarů
31. Vlasta Burian, (1891–1962), divadelní herec, režisér
32. Roman Šebrle, (1974–), bývalý atletický vícebojař a olympijský vítěz
33. Ivan Hlinka, (1950–2004), hokejový útočník a trenér
34. Karel Havlíček Borovský, (1821–1856), novinář, spisovatel, básník
35. Daniel Landa, (1968–), zpěvák, aktivista
36. Milada Horáková, (1901–1950), právnička, politička
37. Vladimír Menšík, (1929–1988), herec, moderátor, bavič
38. Jaroslav Hašek, (1883–1923), spisovatel, publicista, novinář
39. Alfons Mucha, (1860–1939), malíř, grafik
40. Jan Evangelista Purkyně, (1787–1869), fyziolog, anatom
41. Pavel Nedvěd, (1972–), fotbalový záložník
42. Jan Janský, (1873–1921), neurolog, objevitel krevních skupin
43. František Křižík, (1847–1941), technik, průmyslník, vynálezce
44. Jan Železný, (1966–), atlet, oštěpař
45. Jan Palach, (1948–1969), student, upálil se na protest proti okupaci ČSR v roce 1968
46. Věra Čáslavská, (1942–2016), sportovní gymnastka
47. Leoš Janáček, (1854–1928), hudební skladatel
48. Alois Jirásek, (1851–1930), prozaik, dramatik
49. Jaromír Nohavica, (1953–), folkový písničkář, textař, libretista
50. Jan Masaryk, (1886–1948), československý diplomat a politik
51. Bohumil Hrabal, (1914–1997), prozaik, spisovatel
52. Jan Neruda, (1834–1891), básník, prozaik, novinář, dramatik
53. Josef Jungmann, (1773–1847), filolog, lexikograf, spisovatel
54. Gregor Mendel, (1822–1884), přírodovědec, zakladatel genetiky
55. Franz Kafka, (1883–1924), spisovatel
56. František Tomášek, (1899–1992), katolický duchovní, teolog
57. Svatý Vojtěch, (?956– 997), druhý pražský biskup
58. Josef Bican, (1913–2001), fotbalista
59. Josef Kajetán Tyl, (1808–1856), dramatik, režisér, herec
60. Lucie Bílá, (1966–), zpěvačka
61. Karel Hynek Mácha, (1810–1836), básník, prozaik
62. Svatá Ludmila, (860–921), první česká svatá
63. Boleslav Polívka, (1949–), herec, mim, scenárista
64. Rudolf II., (1552–1612), římský císař
65. Josef Dobrovský, (1753–1829), kněz, historik
66. Josef Lada, (1887–1957), malíř, ilustátor, spisovatel
67. Rudolf Hrušínský, (1920–1994), herec, divadelní režisér
68. Václav II., (1271–1305), český král
69. Madeleine Albrightová, (1937–2022), ministryně zahraničních věcí USA českého původu
70. Aneta Langerová, (1986–), zpěvačka
71. Přemysl Otakar I., (asi 1155/1167–1230), český kníže
72. Ludvík Svoboda, (1895–1979), politik, prezident Československa
73. Dominik Hašek, (1965–), hokejový brankář
74. Jan Lucemburský, (1296–1346), český král
75. Milan Baroš, (1981–), fotbalista
76. Karel Jaromír Erben, (1811–1870), historik, právník, spisovatel, básník, osobnost národního obrození
77. Zdislava z Lemberka, (?1220–1252), šlechtična, zakladatelka klášterů a špitálů
78. Jaroslav Foglar, (1907–1999), spisovatel, skaut
79. Ladislav Smoljak, (1931–2010), herec, scenárista, režisér, cimrmanolog
80. Olga Havlová, (1933–1996), první dáma, manželka Václava Havla
81. Martina Navrátilová, (1956–), tenistka
82. Helena Růžičková, (1936–2004), herečka, komička
83. Pavel Tigrid, (1917–2003), spisovatel, publicista, politik
84. Eliška Přemyslovna, (1292–1330), poslední Přemyslovec
85. Milan Kundera, (1929–2023), spisovatel
86. Vladimír Remek, (1948–), kosmonaut
87. Boleslav I., (asi 915–967/972), kníže
88. Magdalena Dobromila Rettigová, (1785–1845), spisovatelka, autorka kuchařských knih
89. Mikoláš Aleš, (1852–1913), malíř, kreslíř, dekoratér, ilustrátor
90. Emil Holub, (1847–1902), cestovatel, lékař, etnograf
91. František Fajtl, (1912–2006), československý pilot za druhé světové války
92. Klement Gottwald, (1896–1953), komunistický politik, státník, prezident ČSR
93. Zdeněk Matějček, (1922–2004), dětský psycholog
94. Jiří Voskovec, (1905–1981), herec, spisovatel, dramatik
95. Marta Kubišová, (1942–), zpěvačka
96. Jiřina Bohdalová, (1931–), herečka
97. Miloslav Šimek, (1940–2004), komik, humorista, satirik, spisovatel
98. Sigmund Freud, (1856–1939), neurolog, spisovatel
99. Sámo, (datum narození neznámo–658/659), vládce Slovanů
100. Miloš Zeman, (1944–), ekonom, prezident České republiky

## Největší padouch
V mezidobí mezi lednovým sběrem hlasů a květnovým zveřejněním výsledků probíhala i anketa o největšího padoucha, která skončila takto:
1. Klement Gottwald, (1896–1953), komunistický politik, státník, prezident ČSR
2. Stanislav Gross, (1969–2015), právník, politik za ČSSD
3. Václav Klaus, (1941–), prezident České republiky, ekonom
4. Vladimír Železný, (1945–), žurnalista, podnikatel, politik
5. Miroslav Kalousek, (1960–), politik, bývalý ministr financí
6. Miroslav Grebeníček, (1947–), komunistický politik
7. Viktor Kožený, (1963–), občan irského původu, podezřelý z podvodů
8. Milouš Jakeš, (1922–2020), komunistický politik, bývalý generální tajemník ÚV KSČ
9. Zdeněk Škromach, (1956–), politik za ČSSD
10. Gustáv Husák, (1913–1991), politik, poslední prezident ČSR